# The Westerner (Fernsehserie)
The Westerner ist eine US-amerikanische Westernserie, die 1960 lief. Die Hauptrolle spielte Brian Keith.

## Inhalt
Dave Blassingame zieht mit seinem Hund Brown durch den Wilden Westen. Er ist ständig auf der Suche nach Arbeit und weiß sich durchzusetzen, mit den Fäusten, dem Revolver und vor allem mit seiner auffälligen Winchester (einer Model 1895 im Kaliber .405 Winchester). Zudem kann er gut mit Pferden umgehen und träumt davon, sich als Pferdezüchter niederzulassen. Auf seinen Reisen trifft er hin und wieder auf den Trickbetrüger Burgundy Smith.

## Hintergrund

### Vorgeschichte und Produktion
Anfang 1959 bat Dick Powell, der damals Four Star leitete, Sam Peckinpah, eine Folge, die zum Titel Winchester passen sollte, für seine Serie Abenteuer im wilden Westen zu schreiben und zu inszenieren. Falls diese Folge erfolgreich sein sollte, würde er daraus eine halbstündige Westernserie mit diesem Namen machen. Peckinpah bekam für die Folge freie Hand, wie er sie auch für die daraus entstehende Serie bekommen würde. Er hatte damals bereits mehrere Folgen für Serien dieser Art geschrieben und auch schon mehrmals Regie geführt. Er hatte die Serie Westlich von Santa Fé konzipiert, doch war er mit ihrer inhaltlichen Entwicklung nicht zufrieden. Peckinpah machte sich sofort an die Arbeit.
Als Hauptdarsteller wurde Brian Keith verpflichtet. Keith und Peckinpah verstanden sich sofort und hatten einige Gemeinsamkeiten. So hatten beide als Kinder umherziehende Cowboys wie Dave Blassingame gekannt. Brian Keith war damals ähnlich prominent wie der Hund Spike, der Brown darstellen sollte und der als Jello in Sein Freund Jello bekannt geworden war.
Am 26. März 1959 wurde die Folge unter dem Titel Trouble at Tres Cruces in Abenteuer im wilden Westen gezeigt. Sie war der erhoffte Erfolg, doch es fand sich zunächst kein Sponsor für die geplante Serie. Peckinpah arbeitete zunächst an der Entwicklung der Serie Klondike, doch kehrte er bald zu Four Star zurück. Er hatte dort aber David Levy, damals Programmleiter der NBC, kennengelernt und ihn von seinen Plänen zu Winchester überzeugt. Zusammen mit Powell konnte Levy schließlich einen Sponsor für die Serie auftreiben. Er bestellte 13 Folgen für NBC, sodass die Produktion starten konnte. Peckinpah, der tatsächlich freie Hand bekommen hatte, war in alle Facetten der Produktion involviert. Die Anwälte von Four Star hatten inzwischen bemerkt, dass die Firma doch nicht die Rechte auf den geplanten Serientitel Winchester besaß. Peckinpah wählte stattdessen den Namen The Westerner. Außerdem überarbeitete er alle Drehbücher, legte großen Wert auf authentische Kleidung und Bauten und verlangte weitaus mehr Requisiten, als nötig waren, sodass er vor den Aufnahmen auswählen konnte, was er verwenden wollte. Von Januar bis Juni 1960 musste er sich zudem mit einem Streik der Writers Guild of America, der er selbst angehörte, auseinandersetzen.
Sam Peckinpah schrieb später, er habe The Westerner aus Wut geschrieben, doch es war nicht die Wut seiner späteren Filme; er war eher genervt, wie das Fernsehen den Wilden Westen darstellte. Er ärgerte sich über Sheriffs, die nie danebenschießen, Marshalls, die keine Fehler machten, oder weißgewaschene Revolverhelden, Figuren, die damals die Western dominierten. Und über die schnell ziehenden Zinnhelden des Fernsehens, die ihre Fähigkeiten zum Töten mit einem selbstbewussten Grinsen oder schlechter Philosophie rechtfertigen. Die Serie sei anders, weil Blassingame zuerst ein Mensch sei. Er arbeite als Cowboy mit all dem Humor, den Tragödien und Abenteuern, die diese Arbeit in den 1890er Jahren mit sich brachte. Wie die meisten dieser Männer konnte er nicht lesen, er war nicht zu clever und sicher nicht heldenhaft. Er sollte so realistisch werden, wie es Peckinpah möglich war.

### Veröffentlichung
Zur Premiere der Show am 30. September 1960 waren bereits zehn Folgen fertig gestellt. Daraus wählte Sam Peckinpah die Episode Jeff, bei der er Regie geführt hatte, als erste Folge aus. Von Anfang an polarisierte die Serie stark. Einige Sender wollten sie nicht zeigen, und Lorne Williamson, der damals bei NBC für Zensurfragen zuständig war, kämpfte ständig gegen die Serie. Auch Robert Kintner, damals Präsident bei NBC, mochte sie nicht. Daher waren nur 13 statt der damals üblichen mindestens 26 Folgen bestellt worden. Nachdem die ersten Folgen keine sonderlich guten Quoten erzielt hatten, wurde The Westerner nach den bestellten 13 Folgen eingestellt. Laut Sam Peckinpah gab es über 1000 Protestbriefe dagegen. Einer davon kam von einer Gruppe Filmstudierender der University of Southern California, die viel über die Folgen diskutiert hatten. Renommierte Drehbuchautoren der Fernsehbranche wie James Lee Barrett, Bruce Geller, Tom Gries, Christopher Knopf, Ellis Marcus und Gene Roddenberry schalteten Anzeigen in Variety und The Hollywood Reporter, die die Absetzung der Serie beklagten. Daraufhin bot CBS eine Fortführung der Serie an, die aber eine Stunde lang und vor allem ab 19 Uhr laufen sollte. Laut Brian Keith hätten die Folgen dazu auch für Jugendliche geeignet sein müssen. Daher hätte auf die Realität und alles, was die Serie aus Keiths und Peckinpahs Sicht gut gemacht hatte, verzichtet werden müssen, weshalb die beiden das Angebot ablehnten.

### Episoden
Zu The Westerner wurde nur eine Staffel mit 13 Folgen produziert, die zwischen dem 30. September und dem 30. Dezember 1960 auf NBC erstausgestrahlt wurden. Als Serie wurde The Westerner im deutschsprachigen Raum nie im Fernsehen gezeigt, allerdings liefen sechs Folgen zwischen dem 15. März und dem 15. November 1972 als Teil der Zusammenstellung Von Cowboys, Sheriffs und Banditen im ZDF. Dabei wurde Brian Keith von Michael Chevalier und John Dehner von Holger Hagen synchronisiert.
| Nr. | Deutscher Titel                       | Originaltitel          | Erstausstrahlung Vereinigte Staaten | Deutschsprachige Erstausstrahlung (D) | Regie               | Drehbuch                      |
| --- | ------------------------------------- | ---------------------- | ----------------------------------- | ------------------------------------- | ------------------- | ----------------------------- |
| 0 | -                                     | Trouble at Tres Cruces | 26. März 1959                       | -                                     | Sam Peckinpah       | Sam Peckinpah                 |
| Dave kommt auf Einladung seines Onkels nach Tres Cruces. Doch der Onkel ist tot, erschossen von Nick Karafus (Neville Brand), als der die für Dave bestimmte Winchester stahl. Karafus stellt Dave bald in einer Cantina und erzwingt einen Boxkampf mit ihm, den er gewinnt. Die Dorfbewohner, die Karafus hassen, können während des Kampfes Karafus’ Handlanger unter Kontrolle bringen, sodass dieser nun fliehen und dabei die Winchester zurücklassen muss. Dave folgt ihm zusammen mit dem Dorfbewohner Ysidro (Frank Silvera). Es kommt zu einem Shootout zwischen Dave und Karafus. Mit der überlegenen Winchester kann Dave Karafus durch den Baumstamm, hinter dem dieser Deckung sucht, hindurch erschießen.                                                                                 |                                       |                        |                                     |                                       |                     |                               |
| 1 | -                                     | Jeff                   | 30. Sep. 1960                       | -                                     | Sam Peckinpah       | Robert Heverly, Sam Peckinpah |
| Dave möchte seine Jugendfreundin Jeff (Diana Millay) aus dem heruntergekommenen Saloon holen, in dem sie unter unwürdigen Bedingungen als Prostituierte tätig ist. Mit Mühen kann er sie überreden, doch der frühere Preisboxer Denny Lipp (Geoffrey Toone), für den sie arbeitet, und zwei bewaffnete Handlanger versuchen, Dave zu verjagen. Als das nicht gelingt, fängt Lipp einen Faustkampf mit Dave an, wird aber niedergeschlagen, auch weil Dave sich nicht an die Boxregeln hält. Daraufhin erlaubt Lipp Dave, Jeff mitzunehmen, und gibt ihr ein paar Dollar. Doch Jeff weigert sich mitzukommen, sie sieht für sich keine Zukunft außerhalb des Saloons mehr. Warren Oates hat in der Folge einen Auftritt als Betrunkener.                                                                  |                                       |                        |                                     |                                       |                     |                               |
| 2 | -                                     | School Days            | 7. Okt. 1960                        | -                                     | André De Toth       | Robert Heverly, Sam Peckinpah |
| Beim Versuch, sich der Lehrerin Eleanor Larson (Margaret Field) aufzudrängen, tötet Frank Ritchie (James Anderson) diese und wird vom zur Hilfe eilenden Dave tödlich verletzt. Franks Brüder Leth (John Anderson) und Doug beschuldigen Dave wider besseres Wissen dem Deputy Tyson (Richard Rust) und Shell Davidson (R. G. Armstrong) gegenüber, Frank und die Lehrerin ermordet zu haben. Als Tyson Dave ins Gefängnis bringen will, wird er von den Ritchie-Brüdern niedergeschlagen. Davidson versucht daraufhin, Dave zu lynchen, doch wehrt dieser sich, bis der Deputy eingreifen kann. Nach der Untersuchung von Franks Leiche sieht Davidson seinen Fehler ein, die überlebenden Brüder werden verhaftet.                                                                                     |                                       |                        |                                     |                                       |                     |                               |
| 3 | Dave, Smith und ein Hund namens Brown | Brown                  | 21. Okt. 1960                       | 19. Apr. 1972                         | Sam Peckinpah       | Bruce Geller                  |
| Bei den Feierlichkeiten zum 4. Juli trifft Dave auf Burgundy Smith, der ihm unbedingt Brown abkaufen will. Dave lehnt die immer höher werdenden Angebote alle ab. Dabei hilft es Burgundy nicht, Dave bei dem Pferderennen, mit dem der etwas Geld verdienen wollte, behindern zu lassen. Abends betrinken sich die beiden zusammen in einem Saloon. Am nächsten Morgen findet sich Dave mit 200 Dollar und einem Kaufvertrag im Gefängnis wieder, doch Burgundy bekommt Brown nicht aus der Stadt, bevor Dave freigelassen wird. Nach einer Prügelei und einem letzten Angebot von 300 Dollar vertragen sich Dave und Burgundy wieder. Brown bleibt bei Dave. |                                       |                        |                                     |                                       |                     |                               |
| 4 | -                                     | Mrs. Kennedy           | 28. Okt. 1960                       | -                                     | Bernard L. Kowalski | John Dunkel, Sam Peckinpah    |
| Auf der Farm und in der Ehe von Margie Lee (Jean Allison) und Marsh Kennedy (Paul Richards) kriselt es schon länger, als Margies Onkel Henry Hadley (Wendell Holmes) zu Besuch kommt und Dave, der Arbeit sucht, mitbringt. Henry hat viel Geld gewonnen und bietet Marsh Kredite an, doch der reagiert verärgert, während sich Margie an Dave heranmacht und mit ihm weglaufen will. Marsh lässt Henry seinen Neid auf das Geld fühlen, bis der seine Kredite zurückhaben will. Daraufhin tötet Marsh Henry und wird von Dave erschossen, als er auch ihn töten will. Dave hat kein Interesse mehr an Margie und verlässt die Farm. |                                       |                        |                                     |                                       |                     |                               |
| 5 | -                                     | Dos Pinos              | 4. Nov. 1960                        | -                                     | Don McDougall       | E. Jack Neuman                |
| In einer mexikanischen Stadt schießt Pauk Loper (Adam Williams) den Deputy an und lässt ihn zum Sterben auf der Straße liegen. Dave hilft dem Sheriff, den Verletzten in ein Privatzimmer von Sal (Jean Willes), der Besitzerin der Kneipe, in der das Verbrechen geschah, zu bringen. Der Sheriff (Malcolm Atterbury) geht einen Arzt holen, was bis zum nächsten Morgen dauern wird, und Dave passt auf den Deputy auf. In der Nacht muss Dave die Kugel aus dem Verletzten holen und gewinnt dabei den Respekt von Sal. Als der Deputy am Morgen von seiner Frau abgeholt werden soll, bemerkt das Loper, der im Restaurant weitergefeiert hat. Er will mit seinen Komplizen den Deputy töten und wird von Dave erschossen.                                                                           |                                       |                        |                                     |                                       |                     |                               |
| 6 | Dave und Smith stapeln hoch           | The Courting of Libby  | 11. Nov. 1960                       | 7. Juni 1972                          | Sam Peckinpah       | Bruce Geller                  |
| Beim Versuch, Brown davon abzuhalten, Katzen zu jagen, rutscht Dave auf dem Bauch vor die Füße von Libby (Joan O’Brien). Sofort beginnt er, sie zu umwerben, während Brown auf der Jagd ein Geschäft demoliert. Dazu gibt er vor, reich zu sein. Auch Burgundy Smith wirbt auf diese Art um Libby, dabei können Dave und Burgundy nicht einmal zusammen das Geld für den durch Brown verursachten Schaden aufbringen. Am Abend geht Dave mit Libby zu einem Temperenzlertreffen, doch Burgundy und die ihn jagenden Geschäftsbesitzer kommen immer wieder dazwischen. Schließlich enden Dave und Burgundy im Gefängnis, aus dem sie aber bald von Mark Lewis (John Apone) befreit werden. Mark wird Libby heiraten.                                                                                      |                                       |                        |                                     |                                       |                     |                               |
| 7 | Dave und der gestohlene Schatz        | Treasure               | 18. Nov. 1960                       | 15. März 1972                         | Ted Post            | Cyril Hume                    |
| Beim Durchqueren einer Wüste findet Dave nach einem Sandsturm eine versteckte Tasche mit Geld der Army. Bevor er sie bergen kann, kommt ein alter Goldgräber (Arthur Hunnicutt) an die Stelle, der Stunden später versucht, Dave umzubringen, doch von ihm erschossen wird. Dave macht sich mit dem Geld auf den Weg in die nächste Stadt, wobei er zuerst sein Pferd und dann auch Brown verliert. Marshal Frank Dollar (Malcolm Atterbury) findet auf der Suche nach Dave zunächst die Höhle und kann dann Brown retten. In der Stadt will Dave das Geld nicht abgeben, sondern zwingt den Marshal, ihn zur Grenze zu bringen. Dave reitet mit Brown alleine weiter, kehrt aber bald um und gibt das Geld ab.                                                                                          |                                       |                        |                                     |                                       |                     |                               |
| 8 | -                                     | The Old Man            | 25. Nov. 1960                       | -                                     | André De Toth       | Sam Peckinpah, Jack Curtis    |
| Murdo (Robert J. Wilke) und Troy McKeen (Michael Forest) sind auf dem Weg zum sterbenden Old Man McKeen (Sam Jaffe), um sich dessen große Ranch zu sichern, notfalls mit Gewalt. Als sie ein Pferd verlieren, rauben sie das von Dave. Der folgt ihnen und gerät in der Ranch in einen Erbschaftskrieg. Zusammen mit Old Man und dessen Enkel Billy (Dee Pollock) geht er in ein Shootout gegen Murdo, Troy und zwei weitere McKeens, das nur Billy und Dave überleben. Dave bekommt sein Pferd und seine Winchester zurück, und Billy wird die Ranch übernehmen. |                                       |                        |                                     |                                       |                     |                               |
| 9 | Dave und die mutigen Frauen           | Ghost of a Chance      | 2. Dez. 1960                        | 20. Sep. 1972                         | Bruce Geller        | Milton S. Gelman              |
| Beim Versuch, eine Nachricht über Waffenlieferungen in ein mexikanisches Dorf zu bringen, findet Dave es zunächst verlassen vor. Als er später zurückkommt, findet er Bewohner vor. Von Carlotta (Katy Jurado) erfährt er, dass Banditen, angeführt von Serafin (Joseph Wiseman), das Dorf überfallen und die Männer verschleppt haben. Die Frauen haben den Banditen zu gehorchen, wenn sie ihre Männer wiedersehen wollen. Als Dave Carlotta erzählt, dass er auf dem Weg zwar keine Männer, dafür aber viele kreisende Geier gesehen habe, bitten die Frauen die Banditen einzeln in ihre Häuser, wo sie sie töten, zuletzt Serafin, der vergeblich um sein Leben bettelt. Die Frauen bleiben im Dorf und warten auf neue Männer.                                                                     |                                       |                        |                                     |                                       |                     |                               |
| 10 | -                                     | Line Camp              | 9. Dez. 1960                        | -                                     | Tom Gries           | Tom Gries                     |
| Auf der Suche nach einer bezahlten Betätigung findet Dave einen Toten. Er will ihn in die nächste Stadt bringen und trifft dabei auf dessen Vorarbeiter Ben Potts (Karl Swenson), der ihm umgehend den Job des Toten anbietet, sehr zum Missfallen von dessen Kollegen Oscar Hudson (Slim Pickens). Die drei werden zusammen mit Jones (Hari Rhodes) und Prescott (Robert Culp) in einer kleinen Hütte leben. Schon am ersten Abend brechen sie in Abwesenheit von Potts die erste Regel: kein Alkohol und keine Kartenspiele. Als Potts zurückkommt und sie betrunken vorfindet, feuert er Prescott und Dave, nimmt das für Dave aber schnell wieder zurück. Trotzdem geht Dave freiwillig, aber der immer noch betrunkene Prescott schießt so lange auf Dave, bis der ihn erschießt.                   |                                       |                        |                                     |                                       |                     |                               |
| 11 | -                                     | Going Home             | 16. Dez. 1960                       | -                                     | Elliot Silverstein  | Jack Curtis                   |
| Dave trifft auf Sabetha (Virginia Gregg), die ihren sterbenden Sohn Little Brick (John Brinkley) nach Hause bringen will und dabei von dessen Frau Suzy (Mary Murphy) unterstützt wird. Doch sind 2000 Dollar Kopfgeld auf ihn ausgesetzt, und so werden die drei von Rigdon (Jack Kruschen) und zwei Kopfgeldjägern gejagt. Als Brick stirbt, will er, dass Suzy das Geld bekommt, doch Sabetha besteht darauf, ihn neben seinen Geschwistern zu beerdigen. Eines Abends erschießt Dave Rigdon und die Kopfgeldjäger bei einem Schusswechsel, bei dem auch Suzy ums Leben kommt. |                                       |                        |                                     |                                       |                     |                               |
| 12 | Dave mag keine Revolverhelden         | Hand on the Gun        | 23. Dez. 1960                       | 26. Juli 1972                         | Sam Peckinpah       | Bruce Geller                  |
| Dave arbeitet zusammen mit seinem Freund Oresquote (Michael Ansara) und ein paar weiteren Männern als Pferdefänger und -händler. Cal Davis (Ben Cooper), ein junger Mann, der ständig sehr schnell und geschickt mit seiner Pistole spielt, bettelt darum, mit Dave, den er für einen Revolverhelden hält, arbeiten zu dürfen, dafür will er Dave das Lesen beibringen. Gegen die Einwände von Oresquote nimmt Dave Cal auf. Dave versucht wiederholt Cal davon zu überzeugen, seine Pistole nur dann zu ziehen, wenn er sie auch gebrauchen will, sonst würde er bald erschossen werden. Eines Tages in einem Saloon provoziert Cal Oresquote so lange, bis dieser widerwillig ein Duell akzeptiert. Cal zieht viel schneller, trifft aber nicht. Oresquote lässt sich Zeit, zielt ruhig und tötet Cal. |                                       |                        |                                     |                                       |                     |                               |
| 13 | Dave, Smith und das Gemälde           | The Painting           | 30. Dez. 1960                       | 15. Nov. 1972                         | Sam Peckinpah       | Bruce Geller                  |
| Dave soll für 100 Doller ein Nacktbild der reichen Carla (Madlyn Rhue) zurückbringen, das ein Franzose während einer kurzen Liebesaffäre gemalt hat. Bald stellt sich heraus, dass Burgundy Smith dieser Maler war. Er bietet Dave 300 Dollar an, wenn er ihm beim Verkauf dieses Bildes hilft. Auf dem Weg werden sie von Carla und ein paar Helfern gestellt. Burgundy verspricht ihr die Heirat, schlägt Dave nieder und fährt davon. Trotzdem kommt Dave rechtzeitig zum Verkauf und bekommt sein Geld. Als Carla eintrifft, stellt sich heraus, dass das Bild übermalt wurde, anscheinend von Dave. Burgundy muss seinen Anteil wieder zurückgeben, und Carla will nun Dave heiraten. |                                       |                        |                                     |                                       |                     |                               |

## Rezeption

### Kritiken
The Westerner wurde von Anfang an weitgehend gelobt. Zwar wurde die Serie, vor allem die erste Folge, zunächst als zu hart oder für gelegentliche überflüssige Gewaltszenen kritisiert, doch wurde zumindest das Talent vor und hinter der Kamera anerkannt und die Dramaturgie sowie die Ausarbeitung der Figuren gelobt. Doch schon Don Miller bedauerte in seiner Kritik, die Anfang 1961 in Films in Review erschien, dass diese ungewöhnlich gute Serie viel zu schnell abgesetzt wurde, schneller als er seine Kritik für ein monatlich erscheinendes Magazin veröffentlichen konnte, und betonte, dass die Absetzung nichts mit der Qualität der Serie zu tun gehabt habe.
Spätere Kritiken waren noch positiver, wobei aber zu berücksichtigen ist, dass diese oft für Peckinpah-Biografien und anlässlich von Festivals über Peckinpah geschrieben wurden. So sei The Westerner unverwechselbar und sehr gut, ja eine der von den Kritikern am meisten gelobten Fernsehserien. Die Serie war mit Abstand die beste halbstündige Westernserie in der Geschichte des Fernsehens und sei mit der Zeit legendär geworden. Peckinpah habe das Genre vom protzigen Melodram in die Kunst geführt. Die Serie könne die Spuren des Genres zwar nicht ganz abschütteln, sie käme aber näher an einen authentisch wirkenden Western, als man glauben würde, sie zeige das vielleicht einzige ehrliche Porträt eines Cowboys, das jemals in einem Film zu sehen war. In dem Buch Two Experts Pick the Greatest American Shows of All Time aus dem Jahr 2016 schaffte es The Westerner zwar nicht in die Top 100, doch erwähnte Matt Zolder Seitz die Serie in dem Buch und meinte, die Fernsehzuschauer hätten noch nie zuvor eine solche Serie gesehen, und auch danach lange nicht. Sie sei eine der wenigen fast perfekten Dinge, an denen Peckinpah beteiligt war, und sie verdiene es, neben seinen Meisterwerken Sacramento und The Wild Bunch – Sie kannten kein Gesetz beachtet zu werden.
1961 sei der Begriff Western für Erwachsene wegen dauernden Missbrauchs schon lächerlich gewesen, doch sei The Westerner ein solcher. Schon die erste Folge endete nicht, wie Serienfolgen 1960 endeten. Die Serie sei ungewöhnlich realistisch und zynisch, sie unterscheide sich von den anderen Serien durch das Fehlen moralischer Sicherheit. Und sie habe den Western für Erwachsene auf eine neue Stufe gehoben.
Terrence Rafferty meinte in seinem Artikel in der New York Times 2004, dass der Westen in dieser Serie eine Art Laborator für menschliches Verhalten sei. Alles könne passieren, Tragisches, Lustiges, Dummes oder Sinnloses, und das Überleben hänge weniger von der Tugend als von der Anpassungsfähigkeit ab. Er meinte auch, selbst wenn man, wie die damaligen Zuschauer, nicht wisse, wer Peckinpah war, könne man sehen, dass The Westerner eine reichere, menschlich interessantere Version des Westens zeige, als es das Fernsehen zuvor oder auch seitdem getan habe. Wisse man es aber, wirke die Serie bedeutsam, wie ein Stück Geschichte und der Beginn eines Mythos. Es sei wie Jesse James bei seinem ersten Banküberfall zuzusehen.

### Gründe für die Absetzung
Viele Autoren fragten sich, warum The Westerner so schnell abgesetzt wurde, mit der Qualität der Serie habe das zumindest nichts zu tun. Natürlich werden die schlechten Ratings als Grund genannt, die Serie kam nie über 12,4 % Einschaltquoten hinaus. Als Grund für diese Ratings wurden wiederum verschiedene Punkte aufgeführt, wie die harten und kontroversen Inhalte, die vor allem in ländlichen Gebieten Widerstand hervorriefen und die auch sonst nicht leicht beim Fernsehpublikum ankamen. Hinzu kam, dass sich The Westerner den Sendeplatz mit zwei anderen neuen Serien, nämlich Familie Feuerstein und Route 66, teilen musste. Beide Serien waren weniger anspruchsvoll, dafür aber einfacher und ansprechender und daher schnell erfolgreich. David Thomson und David Weddle meinten dazu in einem Artikel der Filmzeitschrift Sight & Sound, dass The Westerner nicht mit dem eindimensionalen Humor von Familie Feuerstein mithalten konnte. Außerdem wurden 1960 Serien mit 60 Minuten langen Folgen populärer. Viele Serien von Four Star wurden damals aus diesem Grund abgesetzt.
Es wurde auch geschrieben, dass The Westerner abgesetzt wurde, weil die Serie zu gut war und nach der Absetzung keine anderen Serien mehr beschämen konnte.
Terrence Rafferty schrieb 2004 in der New York Times, dass das frühe Ende von The Westerner rückblickend auch einen positiven Aspekt gehabt habe. So musste die Serie nie formelhaft oder zur Selbstparodie werden, wie es den meisten langlebigen Serien passiere.

### Nominierung
The Westerner wurde 1960 in der Kategorie Beste Serie für einen Producers Guild Award nominiert.

## Folgen

### The Losers
Anfang 1963 hatte The Westerner bereits einen gewissen Kultstatus erreicht. Am 15. Januar wurde vom selben Produktionsteam mit The Losers ein Pilot für eine Neuauflage gestartet, der allerdings in den 1960er Jahren spielte. Lee Marvin spielte darin David Blassingame und Keenan Wynn Burgundy Smith. Auch dieser Film war erfolgreich, sodass die Serie produziert werden sollte, wozu auch Marvin und Wynn bereit gewesen wären. Doch dann starb Dick Powell, und sein Nachfolger war zunächst nicht bereit, Lee Marvin das zu zahlen, was dieser erwartete. Als das Geld endlich freigegeben war, hatte Marvin bereits andere Verpflichtungen angenommen.

### Auswirkungen auf die Karriere Peckinpahs
Da Sam Peckinpah als Produzent von The Westerner tätig und in alle Facetten der Produktion involviert war, machte er hilfreiche Erfahrungen für die Filmkarriere. Er konnte in der Serie seinen Stil finden, in jeder Folge sind Motive seiner späteren Filme sichtbar. Zudem begann er, Leute wie Dub Taylor, Warren Oates, Slim Pickens, R. G. Armstrong, den Stuntman Whitey Hughes, Mike Klein und Lucien Ballard um sich zu sammeln, mit denen er später mehrfach arbeitete. Durch The Westerner machte er Hollywood auf sich aufmerksam. So führte die Serie zur Regie in seinen ersten beiden Filmen Gefährten des Todes und Sacramento; für Gefährten des Todes schlug Brian Keith Peckinpah als Regisseur vor.